# Cavernocymbium
Genre
Cavernocymbium est un genre d'araignées aranéomorphes de la famille des Macrobunidae.

## Distribution
Les espèces de ce genre sont endémiques de Californie aux États-Unis,.

## Liste des espèces
Selon World Spider Catalog (version 25.0, 06/03/2024) :
- Cavernocymbium prentoglei Ubick, 2005
- Cavernocymbium vetteri Ubick, 2005

## Systématique et taxinomie
Ce genre a été décrit par Ubick en 2005 dans les Amaurobiidae. Il est placé dans les Macrobunidae par Gorneau, Crews, Cala-Riquelme, Montana, Spagna, Ballarin, Almeida-Silva et Esposito en 2023.

## Publication originale
- Ubick, 2005 : « New genera and species of cribellate coelotine spiders from California (Araneae: Amaurobiidae). » Proceedings of the California Academy of Sciences, sér. 4, vol. 56 no 24, p. 305-336 (texte intégral).